# Sophoridin
Sophoridin ist eine organische tetracyclische Verbindung aus der Gruppe der Chinolizidinalkaloide. Es ist eines der acht Diastereomerenpaare von Matrin und kommt natürlich in je beiden seiner optisch aktiven Formen vor.

## Vorkommen
Sophoridin kommt in seiner (+)-Form in den epigealen Teilen von Leontice albertii (Leonticaceae) und in seiner (−)-Form in Sophora alopecuroides und Sophora prodani (Leguminosae) vor.

## Eigenschaften
Sophoridin ist ein farbloser Feststoff und kristallisiert im monoklinen Kristallsystem in der Raumgruppe P21 (Raumgruppen-Nr. 4) mit den Gitterparametern a = 5,458 Å; b = 10,640 Å, c = 11,989 Å und β = 99,7 ° sowie 2 Formeleinheiten pro Elementarzelle.  Der Verbindung werden krebshemmende, entzündungshemmende und antivirale Eigenschaften zugeschrieben.

## Sonstiges
Sophoridin wurde 2002 als Analgetikum zum Patent angemeldet.

## Externe Links zu erwähnten Verbindungen
1. ↑  Externe Identifikatoren von bzw. Datenbank-Links zu (+)-Sophoridin:  CAS-Nr.: 83148-91-8, PubChem: 907213, Wikidata: Q72508572.